# Rio Călineşti (Olt)
O Rio Călineşti é um rio da Romênia, afluente do Rio Olt, localizado no distrito de Vâlcea.